# Caligo ariphron
Caligo ariphron är en fjärilsart som beskrevs av Hans Fruhstorfer 1910. Caligo ariphron ingår i släktet Caligo och familjen praktfjärilar. Inga underarter finns listade i Catalogue of Life.